# Łupkowatość
Łupkowatość (złupkowacenie) – cecha niektórych skał, przede wszystkim osadowych i metamorficznych polegająca na zdolności do mechanicznego rozwarstwiania się na cienkie równoległe płytki. Łupkowatość jest często skutkiem kompresji skały spowodowanej ciśnieniem wywołanym przez leżące wyżej warstwy skał, co powoduje zmniejszenie porowatości i usuwanie wody (kompakcja). 
Łupkowatość jest główną cechą wyróżniającą łupki.